# Leirna
Die Leirna ist eine Doppelendfähre des Shetland Islands Council.

## Geschichte
Die Fähre wurde 1992 unter der Baunummer 605 auf der Werft Ferguson Shipbuilders in Port Glasgow gebaut. Die Kiellegung fand am 15. April, der Stapellauf am 27. August 1992 statt. Fertigstellung und Ablieferung des Schiffes erfolgte im Oktober 1992.
Das Schiff verkehrt zwischen Lerwick auf der Hauptinsel der Shetlands und dem Fähranleger bei Maryfield auf der ihr vorgelagerten Insel Bressay.
Diese Fähre ist in der Fernsehserie Mord auf Shetland in Staffel 7, Episode 18 (Tödlicher Sturz, 00:11:22 ff) zu sehen.

## Technische Daten und Ausstattung
Das Schiff wird von zwei Dieselmotoren angetrieben, die auf zwei Voith-Schneider-Antriebe wirken. Abgeliefert wurde das Schiff mit zwei Viertakt-Sechszylinder-Dieselmotoren des Herstellers Kelvin Diesels (Typ: TASC6). 2013 wurden die Antriebsmotoren durch zwei Mitsubishi-Dieselmotoren mit jeweils 640 kW Leistung ersetzt.
Die Fähre verfügt über ein durchgehendes Fahrzeugdeck, das über Rampen an beiden Enden des Schiffes zugänglich ist. Auf dem Fahrzeugdeck stehen drei Fahrspuren zur Verfügung. Die maximale Achslast beträgt 13 t. Auf dem Fahrzeugdeck können 19 Pkw befördert werden. Das Fahrzeugdeck ist in der Mitte von der Brücke überbaut. Die weiteren Decksaufbauten befinden sich an beiden Seiten des Schiffes. Hier sind unter anderem Aufenthaltsräume für die Passagiere untergebracht.